# Badbergen
Badbergen település Németországban, azon belül Alsó-Szászország tartományban. Lakosainak száma 4761 fő (2023. december 31.). Badbergen Menslage, Bersenbrück és Nortrup községekkel határos.

## Népesség
A település népességének változása:
| Lakosok száma | 4581 | 4564 | 4594 | 4646 | 4846 | 4761 |
|               | 2016 | 2017 | 2019 | 2021 | 2022 | 2023 |